# Perfect World (Computerspiel)
Perfect World (chinesisch 完美世界 wanmei shijie „Perfekte Welt“) ist ein chinesisches 3D-Massen-Mehrspieler-Online-Rollenspiel (MMORPG) vom gleichnamigen Entwickler Perfect World. In Europa ist es vorrangig unter dem Namen Perfect World International bekannt.

## Entwicklung
Im Januar 2006 wurde in China das Spiel Perfect World veröffentlicht. Es wird durch Gebühren finanziert, die dem Spieler für einen gewissen Zeitraum den Zugang zum Spiel ermöglichen. Im November 2006 veröffentlichte man Perfect World II, eine Abwandlung des ursprünglichen Perfect World, das sich durch den Verkauf von Spielgegenständen finanziert. Dieses Spiel ist nun kostenlos und entgeltfrei zugänglich, innerhalb des Spieles besteht die Möglichkeit durch den Einsatz von realem Geld virtuelle Gegenstände zu erwerben. Perfect World II ist das erste Spiel der Firma, für das Lizenzen ins Ausland verkauft wurden, und somit auch die Version, die im europäischen Raum bekannt ist.
Im September 2007 erfolgte die Veröffentlichung der englischen Version von Perfect World Malaysia, wodurch es internationalen Spielern erstmals möglich war das Spiel in englischer Sprache zu spielen. Seit September 2008 ist das Spiel in Nordamerika und Europa unter dem Namen Perfect World International bekannt und wird in englischer Sprache und auf nordamerikanischen Servern zur Verfügung gestellt. Seit Juli 2011 gibt es für Europa auch eine deutsche und eine französische Sprachversion des Spiels mit je einem dazugehörigen eigenen Server.
Die einzelnen Sprachversionen sind inhaltlich nicht alle auf demselben Stand. Nachdem in die chinesische Version von Perfect World II neue Spielinhalte implementiert wurden, werden diese zur weiteren Bearbeitung an die entsprechenden Firmen weitergegeben und dort für die Veröffentlichung bearbeitet. Daraus ergeben sich unterschiedliche Erscheinungsdaten für Verbesserungen und vor allem auch Erweiterungen.

## Spielwelt
Die fiktive Welt von Perfect World bezieht sich stark auf Pangu aus der chinesischen Mythologie. Pangu, der erste Gott des Universums, schuf eine neue Welt, indem er seinen Körper in die fünf Elemente Metall, Holz, Erde, Wasser und Feuer teilte und aus ihnen Luft, Land, Berge, Flüsse, Seen und Pflanzen formte. Schließlich erschuf er die drei Rassen der Menschen, der Chimären und der Windelfen, welche schließlich Perfect World schufen. Mit der Erweiterung Rising Tide kam die Rasse der Meereskinder hinzu, mit Genesis folgten die Erdwächter.
Jede der fünf Rassen verfügt über ihre eigene Hauptstadt. Die Menschen bewohnen die Stadt Ätherklinge, die Windelfen Rovalia, die Chimären die Stadt der Verlorenen, die Meereskinder die Stadt der Rasenden Fluten und die Erdwächter Tellus. Den Knotenpunkt der Welt bildet die Stadt Archosaur, in welcher innerhalb des Spielverlaufes zum ersten Mal alle fünf Rassen aufeinander treffen, sowie wichtige Ansprechpartner und Werkstätten zu finden sind. Neben den großen Städten gibt es noch zahlreiche Dörfer, weitere Städte und Tempel, sowie mehrere Instanzen.
In der dreidimensionalen Spielwelt werden der Wechsel zwischen Tag und Nacht sowie verschiedene Wetterphänomene dargestellt. Seine Figur steuert man im Allgemeinen aus der Verfolgerperspektive. Zwischen den einzelnen Städten und Gebieten kann man sich nicht nur zu Fuß fortbewegen, sondern auch via Teleport. Windelfen besitzen von Anfang an die Fähigkeit zu fliegen, die anderen Rassen erhalten mit Stufe 15 ein temporäres und mit Stufe 30 ein permanentes Fluggerät. Zusätzlich besteht die Möglichkeit Reittiere zu erwerben. Neben den Figuren anderer Spieler, mit denen verschiedene Interaktionen durchgeführt werden können, gibt es noch sogenannte Nicht-Spieler-Charaktere, mit denen Interaktionen wie Gespräche und Handel möglich sind.
| Deutsch                   | Englisch (Nordamerika) | Englisch (Malaysia) |
| ------------------------- | ---------------------- | ------------------- |
| Ätherklinge               | Etherblade             | City of Ethersword  |
| Rovalia                   | City of the Plume      | City of Feathers    |
| Stadt der Verlorenen      | City of the Lost       | City of Vanished    |
| Stadt der Rasenden Fluten | City of Raging Tides   | City of Thalassa    |
| Tellus                    | Tellus                 | Arvandel            |
| Archosaur                 | Archosaur              | Ancient Dragon City |

## Das Spiel
Am Anfang steht die Wahl des Servers. Es kann nicht nur zwischen verschiedenen Standorten gewählt werden, sondern auch zwischen PvE (Player versus Environment) und PvP (Player versus Player).
Es folgt die Kreation einer Spielfigur, auch Avatar genannt. Eine Besonderheit bei Perfect World ist, dass die Figur bis ins kleinste Detail gestaltet werden kann. So kann nicht nur zwischen verschiedenen, teilweise rassespezifischen Frisuren gewählt werden, sondern sogar die einzelnen Gesichtsattribute und -proportionen können individuell gestaltet werden. Des Weiteren können Haar-, Augen- und Hautfarbe frei gewählt und die Körperproportionen können durch Regler den eigenen Vorstellungen angepasst werden.
Nach dem Einstieg ins Spiel beginnt man damit mit seiner Figur verschiedene Aufgaben zu erfüllen. Die Aufgaben können reine Gespräche oder Botengänge umfassen, oder das Töten von Monstern oder Sammeln von Gegenständen beinhalten. Nach dem positiven Beenden einer Aufgabe erhält man Spielgeld (Münzen), Erfahrungspunkte, Nox und Gegenstände. Münzen werden für jegliche Kauftätigkeiten innerhalb der Spielwelt benötigt, sei es mit Nicht-Spieler-Charakteren oder anderen Spielern. Hat man genug Erfahrungspunkte gesammelt, steigt die Figur eine Stufe auf. Neben Münzen wird vor allem Nox (Spirit) benötigt, damit die eigene Figur spezielle Fähigkeiten erlernen kann. Diese Fähigkeiten unterscheiden sich je nach Rasse und Klasse.
Neben den normalen Aufgaben, die den Spieler von einem Gebiet ins nächste führen, gibt es noch verschiedene spezielle Aufgabengruppen. So muss man bestimmte Aufgaben erfüllen, um die Figur spirituell ausbilden und weitere Fähigkeiten erlernen zu können. Es gibt auch sogenannte „Ruf der Pflicht“-Aufgaben, die den Spieler ab Stufe 19 gezielt in verschiedene Instanzen führen.

### Rassen
Der Spieler entscheidet sich für eine von fünf Rassen, in welchen er zwischen je zwei Klassen wählen kann. Jede Rasse, aber auch jede Klasse, besitzt ihre Besonderheiten, sowie charakteristische Fähigkeiten und Eigenschaftswerte.
- Menschen
  - Champion (Nahkämpfer)
  - Zauberer (Fernkämpfer)
- Windelfen
  - Kleriker (Fernkämpfer; Heilklasse; kann verstorbene Figuren wiederbeleben)
  - Bogenschütze (Fernkämpfer)
- Chimäre:
  - Biestkrieger (Nahkämpfer; kann nur männlich sein)
  - Vulperine (Fernkämpfer; kann nur weiblich sein; kann Tiere fangen die mit ihr zusammen kämpfen)
- Meereskinder
  - Assassine (Nahkämpfer)
  - Mentalist (Fernkämpfer)
- Erdwächter
  - Sucher (Nahkämpfer)
  - Mystiker (Fernkämpfer; kann verschiedene Wesen beschwören die ihn beim Kampf unterstützen; kann mit einigen Zaubern heilen und Verstorbene wiederbeleben)

| Deutsch      | Englisch (Nordamerika) | Englisch (Malaysia) |
| ------------ | ---------------------- | ------------------- |
| Mensch       | Humans                 | Human               |
| Champion     | Blademaster            | Warrior             |
| Zauberer     | Wizard                 | Magician            |
| Windelfen    | Winged Elves           | Wing Elf            |
| Kleriker     | Cleric                 | Elf Priest          |
| Bogenschütze | Archer                 | Elf Archer          |
| Chimären     | Untamed                | Beastkind           |
| Biestkrieger | Barbarian              | WereBeast           |
| Vulperine    | Venomancer             | WereFox             |
| Meereskinder | Tideborn               | Nightide            |
| Assassine    | Assassin               | Rogue               |
| Mentalist    | Psychic                | Sorcerer            |
| Erdwächter   | Earthguards            | Aerian              |
| Sucher       | Seeker                 | Swordseido          |
| Mystiker     | Mystic                 | Wraith Angel        |

### Handwerke
Jede Figur kann in Perfect World bis zu vier verschiedener Handwerke erlernen, um Waffen, Rüstungen und Zubehör herzustellen.
- Schmied (Waffen)
- Schneider (Rüstungen)
- Handwerker (Halsketten, Gürtel, Ringe)
- Apotheker (Arzneien und Zauber)

Für die Herstellung der einzelnen Gegenstände benötigt man verschiedene Materialien, die gesammelt oder bei getöteten Monstern gefunden werden können.

### Fraktionen
Die Spieler haben die Möglichkeit, sich in sogenannte Fraktionen zusammenzuschließen. Zur Gründung einer Fraktion muss die gründende Spielfigur mindestens Stufe 20 sein, außerdem muss eine Gebühr von 100.000 Münzen entrichtet werden. Je nach Fraktionsstufe kann eine bestimmte Anzahl an Spielern in die Fraktion eingeladen werden.
Die Vorzüge einer Fraktion bestehen darin, dass Spieler mit Figuren höherer Stufe anderen Spielern helfen können, um schwierige Gegner zu besiegen. Sucht man außerhalb einer Fraktion nach Helfern, kann dies oft viel Zeit in Anspruch nehmen. Zudem werden innerhalb einer Fraktion Gegenstände oft günstiger angeboten oder sogar verschenkt.
Jede Fraktion hat zusätzlich die Möglichkeit, sich an den Territorien-Kriegen zu beteiligen. Die Welt von "Perfect World" ist in einzelne Territorien unterteilt, um die gekämpft werden kann. Um ein Gebiet erobern zu können, muss zunächst ein Gebot in Form von Münzen abgegeben werden, die Fraktion mit dem höchsten Gebot erhält den Zuschlag und darf dem entsprechenden Gebiet den Krieg erklären. Die siegreiche Fraktion erhält das Gebiet und der Fraktionsname wird innerhalb des Spieles kurz zusammen mit dem Gebietsnamen eingeblendet.

## Erweiterungen
Bisher gab es zu Perfect World vier große Erweiterungen, die zusätzlichen Spielinhalt hinzugefügt haben. In der nordamerikanischen und deutschen Version sind alle Erweiterungen erschienen, bei der englischsprachigen Malaysia Version ist Genesis bisher nicht erschienen, wird aber unter dem Titel Perfect World 2012 noch in das Spiel integriert werden.
- Dezember 2008: The Lost Empire (Verlorenes Reich) – Einführung des Chrono-Rades
- Mai 2009: Age of Spirits (Zeitalter der Geister) – Einführung der Dschinns
- Dezember 2009: Raging Tide (Die Flut) – Einführung der Rasse Meereskinder und ihrer Gebiete
- März 2011: Genesis – Einführung der Rasse Erdwächter und ihrer Gebiete
- Februar 2012: Descent – Neue Gebiete, Instanzen und Fähigkeiten
- November 2012: Sirens of War – Neue Gegenstände, NSC's, Fähigkeiten und Quests

## Nachfolger
Ein Nachfolger mit dem Titel Perfect New World befand sich in Entwicklung, wurde aber aufgrund von Sparmaßnahmen bei Publisher Perfect World Games infolge hoher Verluste im vorherigen Geschäftsjahr im Januar 2025 eingestellt.